# جیم جردن (بازیگر)
جیم جردن (انگلیسی: Jim Jordan؛ ‏ ۱۶ نوامبر ۱۸۹۶ – ۱ آوریل ۱۹۸۸) بازیگر و صداپیشه اهل ایالات متحده آمریکا بود.
از فیلم‌ها یا برنامه‌های تلویزیونی که وی در آن نقش داشته‌است، می‌توان به از این طرف لطفاً، نجات‌دهندگان، روزهای بهشتی و نگاه کن چه کسی می‌خندد اشاره کرد.